# Bryum nanocapillare
Bryum nanocapillare är en bladmossart som beskrevs av C. Müller och Ugo Brizi 1893. Bryum nanocapillare ingår i släktet bryummossor, och familjen Bryaceae. Inga underarter finns listade i Catalogue of Life.